# バリューアクト・キャピタル
バリューアクト・キャピタル（英語: ValueAct Capital）は、アメリカ合衆国の投資ファンド。カリフォルニア州サンフランシスコに本拠地を置く。
運用資産は150億ドルと、アクティビストとしても有数の規模を誇る。サードポイント・マネジメントなどの他のアクティビストに比べると、穏健とされる。
日本では、2017年より投資を開始した。

## 概要
2000年にジェフリー・アッベンにより設立されて以降、世界各国で投資先の経営に関与しながら、アクティビストとして事業を展開。
バリューアクトは投資の目標を「投資先企業がポテンシャルを最大限発揮し、グローバルチャンピオン企業へ変革する過程をサポートすること」と位置付け、非公式の場で常に経営陣との関係構築に努めているとする一方、その方法が効果的でない場合は、株主としての権利を行使することを厭わないとしている。
成功事例としてマイクロソフトの経営改革が挙げられる。マイクロソフトは、2000年にビル・ゲイツから経営を引き継いだスティーブ・バルマーCEO時代に業績が低迷していた。2013年にバリューアクトはマイクロソフト株を保有していることを公表し、バルマーを退陣させ、メイソン・モーフィットを取締役として送り込み、経営改革を推進した。モーフィットはマイクロソフト史上初めてマイクロソフトが選出していない取締役となった。マイクロソフトはクラウド化事業などを強化して事業を成長させ、株価も2013年4月の30ドル前後から2020年末には222ドルまで大きく伸長した。
日本において初めてバリューアクトが投資したオリンパスは、2017年当時、粉飾決算事件の影響で経営危機に陥っていた時期であった。オリンパスに取締役を送り込む株主提案を行なったバリューアクトに対して、オリンパス社内では否定的な声も上がっていたが、北米でモトローラなどのバリューアクトの投資先に調査を行った結果、バリューアクトに対して好意的な反応が多かったこともあり、最終的にバリューアクトの株主提案を受け入れた。オリンパスは売上利益ともに2023年3月期に過去最高を記録し、営業利益率も3%台から20%を超える水準に達している。バリューアクトは、「グローバルチャンピオンのメドテックカンパニーになるという同社の目標を達成するために、いくつかのサポートを提供することができた」と総括している。
他方、2023年のセブン&アイ・ホールディングスにおける株主提案では、会社側のゼロ回答に対して、委任状争奪戦に発展している。

## 脚註
1. 1 2  山下 耕太郎. “アクティビスト事例 バリューアクト・キャピタル・マネジメント”.   マネックス証券. 2023年5月20日閲覧。
2. ↑  “ニュースワード バリューアクト・キャピタル”.   時事通信 (2023年5月20日). 2023年5月20日閲覧。
3. 1 2  藤田 太郎 (2023年5月17日). “バリューアクト責任者が激白　セブン＆アイ株は「目標達成まで保有」”.   日経ビジネス. 2023年5月20日閲覧。
4. ↑  中山 玲子 (2023年4月19日). “オリンパス、物言う株主味方に最高益へ　反骨・竹内改革の内幕”.   日経ビジネス. 2023年5月20日閲覧。